# Palais Albani Del Drago

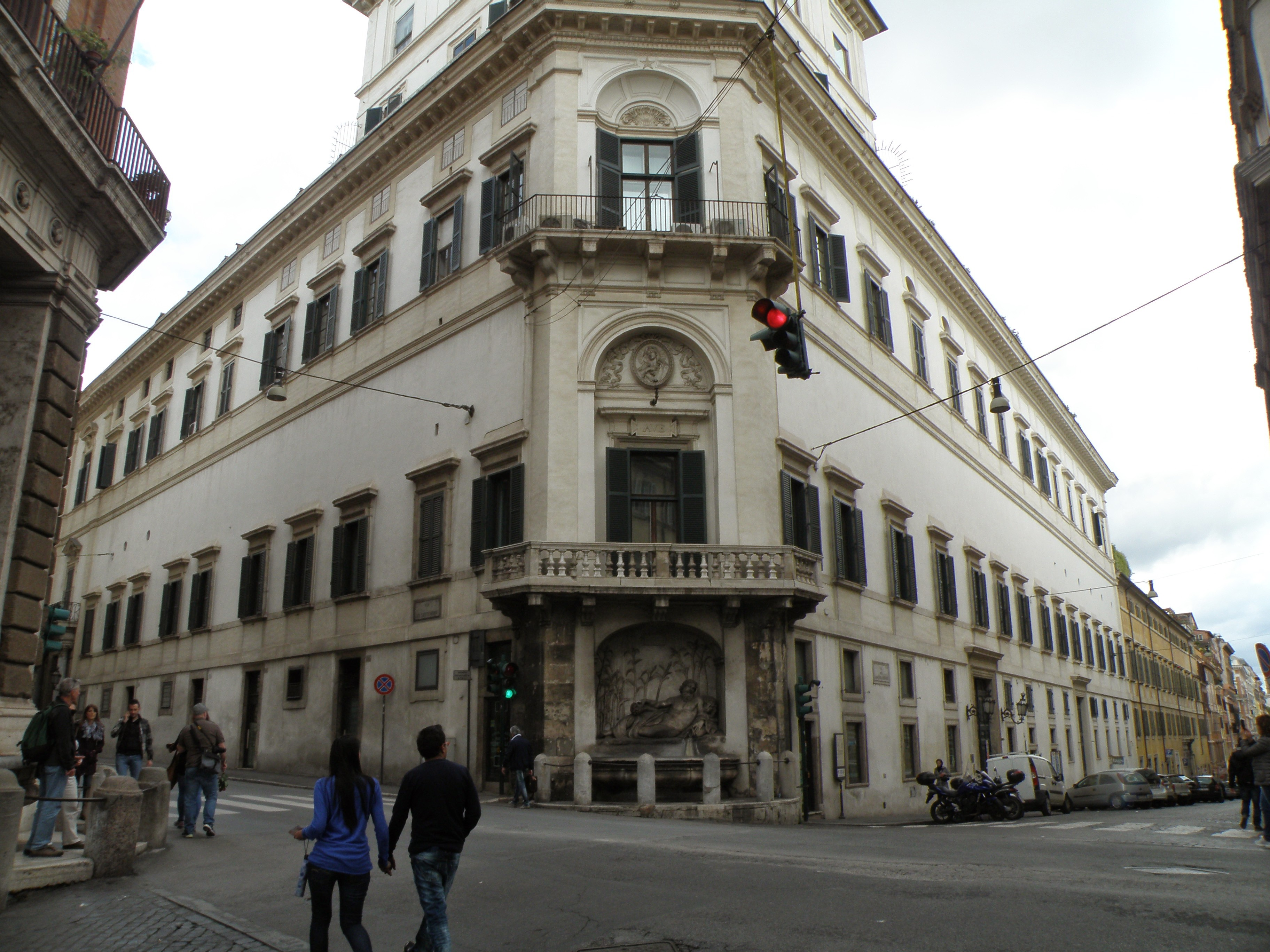
Vue du palais avec la Fontana dell'Arno et avec la Via delle Quattro Fontane à droite et la Via XX Settembre à gauche.

Palazzo Albani Del Drago est un palais situé à l'angle de la Via delle Quattro Fontane et de la Via XX Settembre, intersection connue sous le nom Quattro Fontane, dans le rione Castro Pretorio à Rome.

## Histoire et description
Ce palais est l'œuvre de Domenico Fontana entre 1587 et 1590 pour Muzio Mattei, de la famille Mattei di Paganica, qui possédait déjà le Palazzo Mattei di Paganica, dans le rione Sant'Angelo, mais voulait une résidence plus saine (plus loin du fleuve), sur le mont Quirinal. En 1660, le palais a été acquis par Giuliano Cesarini, qui l'a immédiatement revendu aux moines de Santa Teresa. Quatre ans plus tard, le cardinal Camillo Massimo acquiert le palais des moines, un fervent collectionneur d'art ancien, en particulier de pièces de monnaie. Au fil des ans, la plupart des pièces ont été acquises par les Farnèse et certaines ont été emmenées à Madrid par Charles de Bourbon lorsqu'il est devenu roi d'Espagne en 1759. Celles-ci sont désormais exposées au Musée du Prado. Seules quelques pièces sont désormais visibles à la base du palais. Fabio Camillo Massimo, le frère de Carlo, a vendu le palais en 1677 à un autre cardinal, Francesco Merli, qui y a vécu jusqu'en 1707. En 1721, le bâtiment a été acquis par un troisième cardinal, Carlo Albani, qui a apporté des modifications majeures à la structure, en l'étendant le long de la Via XX Settembre (qui faisait alors partie de la Strada Pia) grâce à l'acquisition d'une résidence voisine. Le travail a été achevé par Alessandro Specchi à la demande de Carlo Albani, prince de Soriano et neveu du pape Clément XI, qui a transformé la loggia du premier étage en une galerie fermée avec des fresques de Giovanni Paolo Pannini et a également pris soin de la finalisation du jardin, décoré de multiples symboles héraldiques des Albani et de la construction d'une tour d'observation (belvédère) à l'angle des Quattro Fontane, juste au-dessus de la fontaine du fleuve Arno. L'intérieur était décoré d'une riche collection de statues anciennes qui ont ensuite été transférées à la Villa Albani, sur la Via Salaria. Le cardinal Albani bibliophile de renom, abritait également une importante bibliothèque d'environ 40 000 volumes, perdue lors de l'invasion française de 1798.

## Images

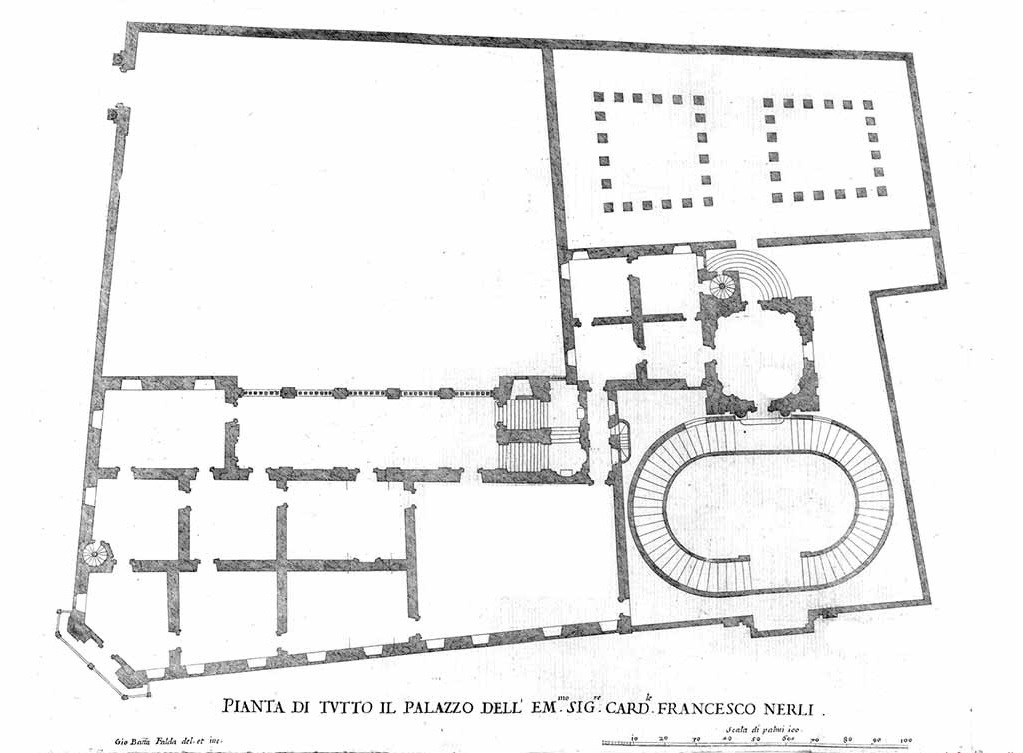
Plan de construction.
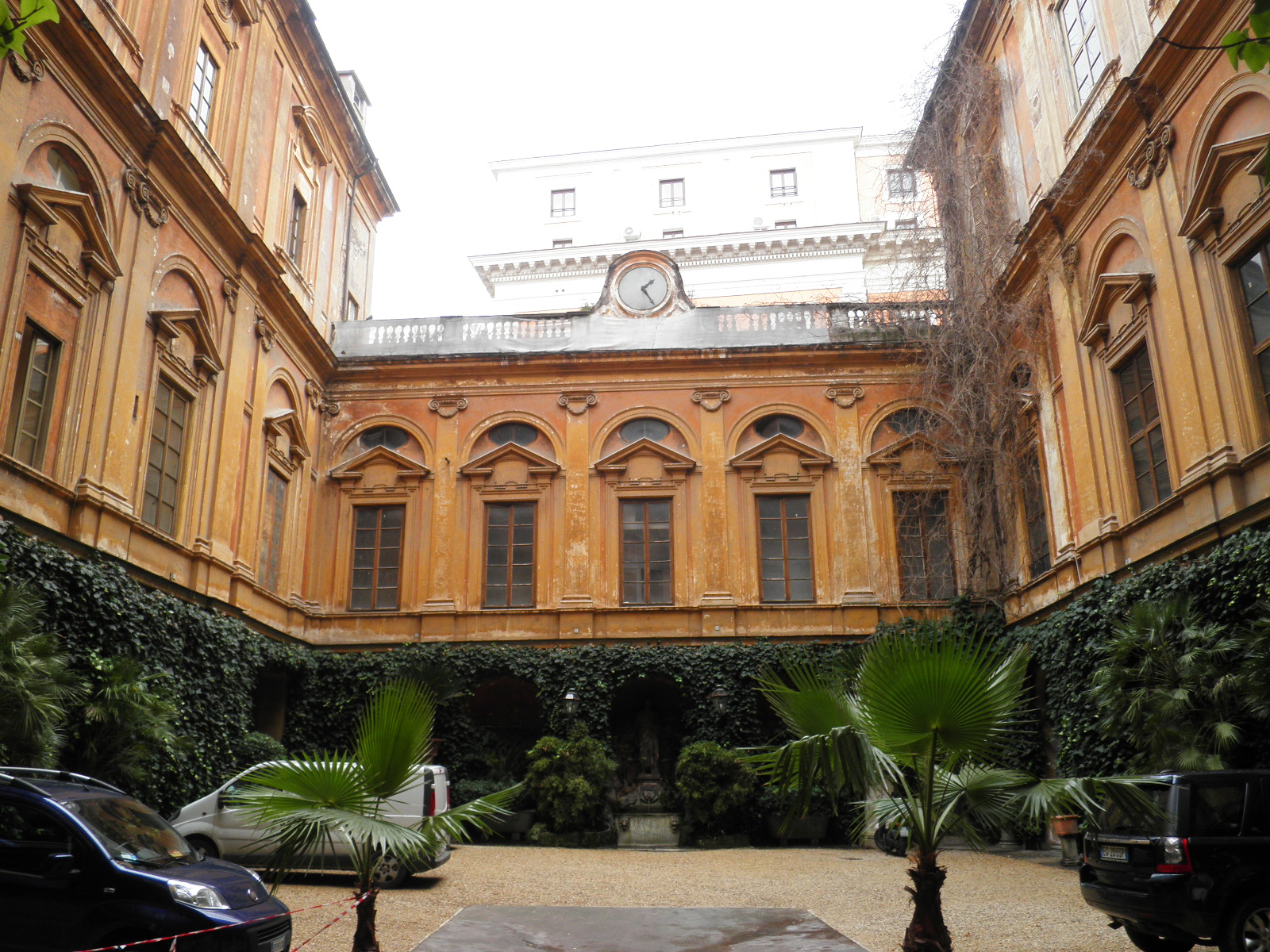
Vue sur la cour intérieure du palais.
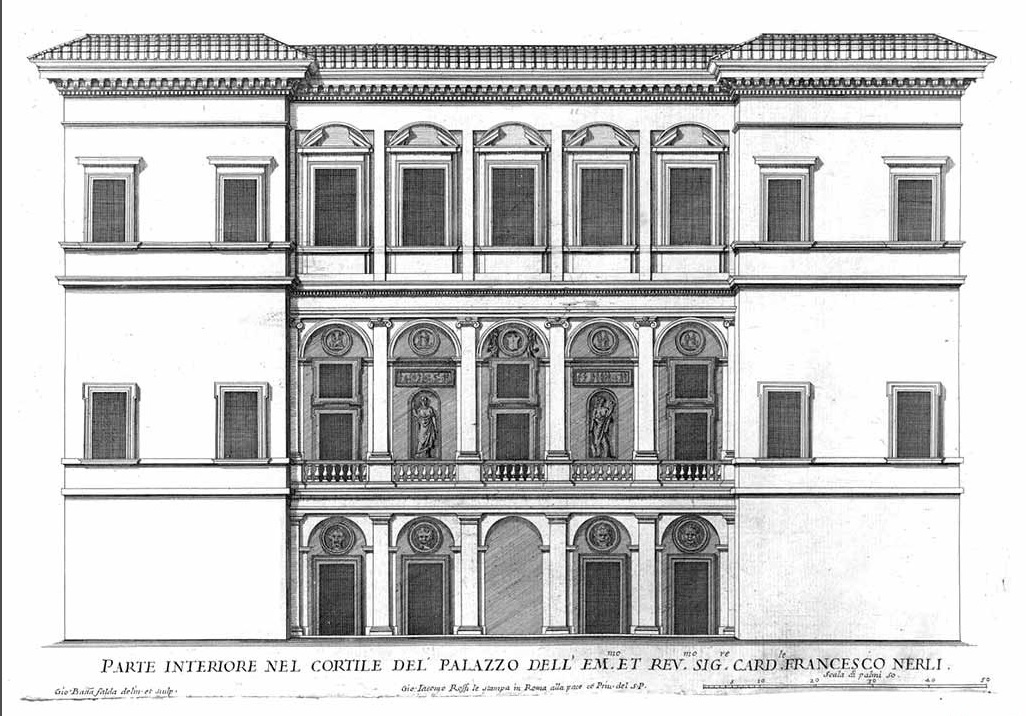
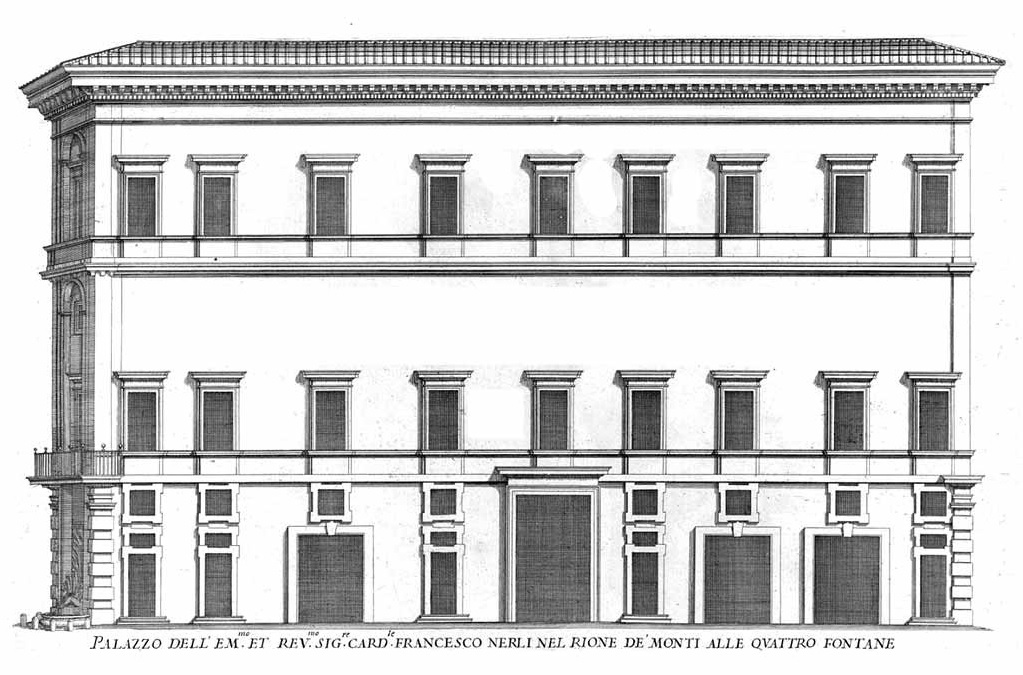